# Güsener Niederwald
Der Güsener Niederwald ist ein FFH-Gebiet in den Einheitsgemeinden Elbe-Parey und Genthin im Landkreis Jerichower Land in Sachsen-Anhalt.

## Allgemeines
Das FFH-Gebiet ist circa 448 Hektar groß. Es ist durch die Landesverordnung zur Unterschutzstellung der Natura 2000-Gebiete im Land Sachsen-Anhalt (N2000-LVO LSA) seit dem 21. Dezember 2018 rechtlich gesichert. Zuständige untere Naturschutzbehörde ist der Landkreis Jerichower Land.

## Beschreibung
Das FFH-Gebiet liegt zwischen Genthin und Burg. Es umfasst ein bewaldetes Gebiet im Bereich einer vermoorten Senke am Rand des Elbtals im Übergang zur Niederterrasse. Die Senke ist mittlerweile stark entwässert. Die Wälder sind als Laubwälder ausgebildet. Die ursprünglichen Erlenbruchwälder haben sich infolge von Entwässerungen zu Erlen-Eschen-Wäldern entwickelt, die von Schwarzerle, Gemeiner Esche, Moorbirke und Flatterulme gebildet werden. Dazu gesellen sich Gewöhnliche Traubenkirsche, Faulbaum und Hopfen. In der Krautschicht siedeln unter anderem Sumpfschwertlilie, Sumpfsegge, Sumpfziest, Dorniger Wurmfarn und Sumpfvergissmeinnicht. Auf flachen Erhebungen und damit natürlich trockeneren Standorten stocken Eichen-Hainbuchenwälder mit Stieleiche, Hainbuche, Gemeine Esche und teilweise Rotbuche. Die Strauchschicht ist nur spärlich ausgebildet und besteht aus Hasel sowie Ein- und Zweigriffeligem Weißdorn. Auf der Niederterrasse stocken Eichenwälder mit Stieleiche und Vogelbeere. In der Krautschicht siedeln Rotstraußgras, Drahtschmiele, Landreitgras, Pillensegge, Waldgeißblatt, Wiesenwachtelweizen und Tüpfeljohanniskraut. In die Wälder, die über einen hohen Alt- und Totholzanteil verfügen, sind mehrere Wiesenbereiche eingebettet. In Lichtungen und an Waldrändern sind feuchte Hochstaudenfluren ausgebildet. Das Gebiet wird vom Lehmkuhlengraben durchflossen.
Das Gebiet ist Lebensraum unter anderem der Fledermausarten Mopsfledermaus, Breitflügelfledermaus, Fransenfledermaus, Große Bartfledermaus, Kleiner Abendsegler und Nordfledermaus. Die Wälder beherbergen verschiedene waldbewohnende Vogelarten, darunter Schwarz- und Mittelspecht. Der Lehmkuhlgraben ist Lebensraum und Wanderkorridor für Fischotter und Biber.
Das FFH-Gebiet grenzt an weitere bewaldete Flächen sowie landwirtschaftliche Nutzflächen. Es wird von der Bahnstrecke Berlin–Magdeburg tangiert bzw. im Norden von ihr gequert.